# Mono (Volk)
Die Mono oder Monache / Monoache in Kalifornien und Nevada, auch Westliche Mono (Monache / Monache) und Östliche Mono (Owens Valley Paiute) genannt, sind eine der drei regionalen Dialektgruppen bzw. Stammesgruppen nordamerikanischer Ureinwohner im Kulturareal des Großen Beckens, die allgemein unter dem Sammelbegriff Paiute oder Piute bekannt sind, historisch jedoch nie eine politische Einheit oder Stammesidentität entwickelten.
Alle drei Stammesgruppen (Westliche und Östliche Mono, Nördliche Paiute und Südliche Paiute) sprachen (sprechen) zwar jeweils Varianten dreier Numic-Sprachen der Nördlichen uto-aztekischen Sprachen, die jedoch zwei unterschiedlichen Zweigen angehören – „Westliches Numic“ (Westliche und Östliche Mono, Nördliche Paiute, Bannock) und „Südliches Numic“ (Südliche Paiute, Chemehuevi sowie Ute und Kawaiisu). Wie die meisten indigenen Völker bezeichneten sie sich je nach Dialekt einfach als „Volk“ bzw. „die Menschen“.

## Namen und Stammesbezeichnungen
Die heutige Stammesbezeichnung als „Mono / Monache“ ist ein Lehnwort aus der Sprache der feindlichen Yokuts, die jedoch mit Monoache („Fliegen-Larven-Esser“) die rund um den Mono Lake lebende „Kutzadika'a / Kucadikadi Band“ der Nördlichen Paiute bezeichneten, deren Autonym ebenfalls „Esser von Salzfliegenlarven“ lautet (abgel. von Kutsavi – „Salzfliegenlarve“ und Dika'a – „Esser“). Die Mono bezeichneten übrigens diese Nördlichen Paiute ebenfalls als Kwicathyhka („Fliegenlarven-Esser“).
Da diese südlichste Nördliche Paiute Band in historischen Quellen und bis heute auch einfach als Mono Lake Paiute/Paviotso bzw. Mono Lake Paviotso bezeichnet wird, werden beide Ethnien oftmals miteinander verwechselt oder sogar als ein und dieselbe betrachtet.

## Regionale Stammesgruppen
Die „Mono / Monache“ lebten beiderseits der Sierra Nevada im Grenzgebiet von Kalifornien und Nevada und untergliederten sich in zwei regionale Stammes- bzw. Dialektgruppen, wobei die Grenze die Sierra Nevada bildete:
- Östliche Mono bzw. fälschlicherweise meist Owens Valley Paiute genannt (Eigenbezeichnung: Numa, Nuumu bzw. Nüümü – „Volk“, „die Menschen“, lebten auf der Ostseite der Sierra Nevada im Owens Valley[2] nahe dem Owens River im Grenzgebiet von Nevada und Kalifornien) und

- Westliche Mono bzw. Mono / Monache (Eigenbezeichnung: Nyyhmy, Nim bzw. Nimi, Nium – „Volk“, „die Menschen“, lebten auf der Westseite der Sierra Nevada im südlichen Vorgebirge nahe dem Mono Lake sowie im Mono Basin in Kalifornien)

Irreführenderweise werden historisch und in den meisten Fachbüchern bis heute die „Mono / Monache Bands“ entweder als Owens Valley Paiute (und allgemein den Nördlichen Paiute zugerechnet) oder als Mono / Monache bezeichnet – jedoch bilden beide eine gemeinsame Ethnie.
Beide regionalen Stammes/Dialektgruppen sprechen (sprachen) die Mono-Sprache oder Nim, die zusammen mit der Sprache der Nördlichen Paiute (einem Dialektkontinuum) zu den Westlichen Numic-Sprachen der Uto-aztekischen Sprachfamilie zählt. Da die „Östlichen Mono Bands“ Lehnwörter der benachbarten „Nördlichen Paiute“ übernommen hatten (und zumeist zweisprachig waren) und die „Westlichen Mono Bands“ ihrerseits Lehnwörter der benachbarten „Foothill Yokuts“ (und zumeist zweisprachige „Westliche Mono/Foothill Yokuts Bands“ bildeten) entwickelten sich im Laufe der Zeit zwei stark voneinander abweichende Dialekte die gegenseitig nur schwer verständlich sind.
Heute zählt die „Mono-Sprache (Nim)“ (inklusive ihrer beider Dialekte) zu den stark gefährdeten Sprachen; unter heute ca. 1300 Stammesangehörigen der „Westlichen Mono (Mono oder Monache)“ sprechen nur noch ca. 20 Sprecher sowie ca. 100 Halbsprecher das „Western/Westliche Mono“ oder den „Monachi/Monache“-Dialekt (besser bekannt als: „Mono/Monache“ oder „Mono Lake Paiute“), von den ca. 1000 „Owens Valley Paiute (Östliche Mono)“ gibt es nur noch unter 30 aktive Sprecher des „Eastern/Östliches Mono“ oder „Owens Valley Paiute“-Dialekts.

### Östliche Mono (Owens Valley Paiute)

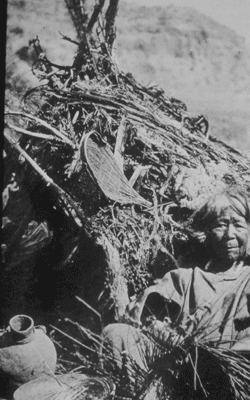
Frau der Owens Valley Paiute, die einen Korb webt

Die "Östlichen Mono Bands" auf der Ostseite der südlichen Sierra Nevada im Grenzgebiet von Kalifornien und Nevada im Payahuunadü/Payahǖǖnadǖ („Land des fließenden Wassers, d. h. dem Owens Valley“) entlang des Wakopee („Owens River“) sowie südwärts bis zum Pacheta/Patsiata („Owens Lake“) waren hingegen überwiegend sesshaft und in ortsfesten Siedlungen entlang von Flussläufen oder Quellen (oder künstlich angelegten Kanälen) ansässig. Der intensivere Ackerbau mittels teils künstlicher Bewässerung ermöglichte ihnen Nahrungsvorräte anzulegen und somit im Gegensatz zu den "Westlichen Mono Bands" größere Gruppen zu ernähren. Die Sesshaftigkeit spiegelt sich auch in ihrer sozio-politischen Organisation in verschiedene Distrikte wider – deren Name meist auf patii/patü („Ort“) bzw. witü („Land“) endete. Diese Distrikte bildeten eine politische Einheit unter der Führung eines lokalen pohenaby (Häuptlings) und umfassten mehrere Dörfer mit gemeinsamen Jagdrechten, Feldern sowie Wasserquellen umfassten.
Den benachbarten indianischen Stämmen traten sie ebenfalls aggressiver und feindseliger gegenüber – zuletzt bekämpften sie im „Owens Valley Indian War“ (1862 bis 1863) mit verbündeten Shoshone, Kawaiisu und Tübatulabal auch die auf ihr Gebiet vordringenden Amerikaner. Sie unterhielten zu den benachbarten Nördliche Paiute Bands meist ein freundschaftliches Verhältnis, das durch gegenseitiges Heiraten untereinander verstärkt wurde; viele Angehörige der „Östlichen Mono“ waren daher zweisprachig (Östliches Mono sowie Nördliches Paiute).
Folgende Distrikte der „Östlichen Mono Bands“ sind heute noch bekannt:
- Panatü („Black Rock Territorium“, ihr Territorium erstreckte sich südwärts bis zum Taboose Creek.)
- Pitama Patü bzw. Pitana Patü („Südlicher Platz/Ort“ = Bishop, ihr Territorium erstreckte sich Bishop Tuff – einem Vulkanischen Hochland – und Norton Creek in der Sierra bis zu einer Linie, die von Waucodayavi, dem größten Bach südlich des Rawson Creek, in das Owens Valley führt.)
- Ütü’ütü witü bzw. anglisiert zu Utu Utu Gwaiti („Heißes Land“ = Benton, ihr Territorium erstreckte sich von den Keough Hot Springs südwärts bis zum Shannon Creek.)
- Kwina Patii bzw. Kwina Patü („Nördlicher Ort“ = Round Valley, Kalifornien)
- Tovowaha Matii, Tovowahamatü bzw. Tobowahamatü  („Ort/Platz mit einem natürlichen Hügel“ = Big Pine, ihr Territorium erstreckte sich südwärts bis zum Big Pine Creek in den Bergen, hatten auch Fischrechte und Felder entlang des Owens River nahe Fish Springs.)
- Tuniga witü, Tunuhu witü bzw. Tinemaha/Tinnemaha („Land rund um den Fuß des Berges“ = Fish Springs.)
- Ozanwitü („Salz Land“, der Name bezog sich auf den saisonalen Salzsee Deep Spring Lake, der in der Regel im Sommer trocknet, um eine Salzpfanne zu produzieren, die sich im Frühjahr mit Oberflächenwasser, mit Strömen aus nahe gelegenen Quellen und Schneeschmelze auffüllt und daher Deep Springs Valley genannt wird; die Östlichen Mono bezeichneten das Deep Springs Valley als Patosabaya und bezeichneten sich daher als Patosabaya nunemu – „Volk des Deep Springs Valley“.)
- Ka’o witü („Land in einem sehr tiefen Tal“ = Saline Valley, Kalifornien, dieses Gebiet war für die „Östlichen Mono Bands“ für die Salzgewinnung nutzbar, gehörte jedoch eigentlich zum Territorium Ko'ontsi Lokalgruppe der „Saline Valley (Ko'ongkatün) Band“ der Tümpisa Shoshone, diese „Östliche Mono Band“ war zweisprachig und bestand größtenteils aus „Tümpisa Shoshone“ mit einigen „Östliche Mono“.)

Die Stammesgebiete der „Östlichen Mono Bands“ grenzten im Nordwesten an die Gebiete der feindlichen Southern Sierra Miwok mit denen es oftmals zu Konflikten kam, im Nordosten wanderten verschiedene Nördliche Paiute Bands, im Südosten und Süden die Timbisha Shoshone (Tümpisa Shoshoni) und Westliche Shoshone Bands, im Südwesten die Tübatulabal (auch: Kern River Indians) und im Westen die „Westlichen Mono Bands“.
Sie bezeichnen sich selbst als Numa, Nuumu bzw. Nüümü („das Volk“, „die Menschen“) oder als Nün‘wa Paya Hup Ca’a‘ Otuu’mu („Kojote's Kinder, die im Wassergraben leben“), da laut ihrer Überzeugung ihr mythologischer Ahne, Trickster Kojote war, und das Owens Valley von ihnen als „Wassergraben“ bezeichnet wurde.

### Westliche Mono (Mono / Monache)
Die „Westlichen Mono Bands“ auf der Westseite der Sierra Nevada im südlichen Vorgebirge im San Joaquin Valley, Kings River und Kaweah River (in den heutigen Counties Madera, Fresno und Tulare) lebten meist als typische halbnomadische Jäger und Sammler von Fischfang, der Jagd und dem Sammeln sowie ergänzt durch Ackerbau. Im Winter zogen mehrere Familien in die Flusstäler herab und errichteten gemeinsam ortsfeste Siedlungen, die meist über mehrere Jahre genutzt wurden. Im Sommer wurden die Wintersiedlungen aufgegeben und die Familienverbände zogen wandernd als Jäger und Sammler in die geschützteren und kühleren Höhenlagen der Berge. Daher werden diese kleineren Gruppen sozio-politisch manchmal nicht als Bands, sondern als Lokalgruppen betrachtet.
Die Stammesgebiete der „Westlichen Mono Bands“ grenzten im Norden an die der (meist) feindlichen Southern Sierra Miwok, im Osten siedelten die „Östlichen Mono Bands“, im Südosten die Tübatulabal und im Westen die Foothill Yokuts.
Manche „Westliche Mono Bands“ formten mit Bands der „Foothill Yokuts“ zweisprachige „Westliche Mono/Yokuts Bands“ und übernahmen teilweise deren Kultur, so dass die heute bekannten einzelnen „Westlichen Mono Bands“ nur unter ihrem „Yokuts“-Namen bekannt sind. Sogar in der Fachliteratur ist die ursprüngliche ethnische Einordnung der unten aufgeführten Bands umstritten; teilweise werden sie als „Foothill Yokuts“ gelistet (die durch Zuzug der „Westlichen Mono“ deren Sprache und Kultur übernahmen und bald zweisprachig waren) oder als „Westliche Mono Bands“ (die die Sprache der dominanten „Foothill Yokuts“ übernommen hätten). So ist insbesondere die Zuordnung der beiden Bands entlang des Kings Rivers – der Michahai / Michahay und Entimbich – umstritten.
Sie selbst bezeichneten sich als Nyyhmy, Nim bzw. Nimi, Nium („das Volk“, „die Menschen“) oder als cawu h nyyhmy.
Bei Kontakt mit den Europäern konnten folgende Bands (bzw. Lokalgruppen) unterschieden werden (von Nord nach Süd):
- Northfork Mono oder Nim bzw. Nium: isolierteste Band der „Westlichen Mono“, daher auch nicht unter einem „Yokuts“-Namen bekannt. Ihr Territorium reichte entlang des Nordufers des San Joaquin Rivers (typici h huu'  – „bedeutender/großer Fluss“) westwärts beiderseits des North Forks (und dessen Nebenflüssen) bis zum Fine Gold Creek (dort gemeinsam genutztes Territorium mit den Yokuts); sie errichteten kleinere Siedlungen als die südlicheren „Westlichen Mono Bands“.

- Wobonuch, Wobunuch, Woponunch oder Wobonoch (Plural: Wobenchasi): lebten im Vorgebirge westlich des General Grant Grove (mit dem General Grant Tree) ab der Mündung des North Fork Kings River in den Kings River flussaufwärts entlang mehrerer Nebenflüsse sowie einschließlich des Kings Canyon, alleine entlang des Mill Flat Creeks waren zwei bedeutende Siedlungen, ihr Gebiet umfasst den heutigen Kings-Canyon-Nationalpark.

- Entimbich, Endimbich, Endembich oder Indimbich (Plural: Enatbicha): zweisprachig, eventuell ursprünglich eine Kings River Yokuts Band. Lebten entlang des Kings Rivers südlich und westlich der Wobonuch, ihre Hauptsiedlung lag im Gebiet der heutigen Gemeinde Dunlap, weitere Siedlungen waren entlang des Mill Creeks sowie des Rancheria Creeks und des White Deer Creeks zu finden.

- Michahai oder Michahay: zweisprachig, viele Mischehen mit benachbarten Waksachi, oftmals als eine „Kings River Yokuts Band“ betrachtet. Lebten entlang des Cottonwood Creeks, eines Zuflusses des St. John’s Rivers, eines Nebenflusses des Kaweah Rivers nördlich der Gemeinde Auckland.

- Waksachi (Plural: Wakesdachi): zweisprachig, jedoch grundsätzlich „Mono (Nim)“-sprachig, übernahmen teilweise die Kultur und Sprache der benachbarten „Tule-Kaweah-Yokuts“. Ihr Stammesgebiet befand sich im Long Valley südlich von Mill Creek sowie entlang des Eshom Creeks, eines Zuflusses des North Fork Kaweah Rivers, weitere Siedlungen waren entlang des Lime Kiln Creek (auch als Dry Creek bekannt) wie z. B. Ash Springs und Badger Camp.

- Balwisha, Badwisha, Patwisha, Potwisha, Baluusha: zweisprachig, jedoch grundsätzlich „Mono (Nim)“-sprachig, übernahmen teilweise die Kultur und Sprache der benachbarten „Tule-Kaweah-Yokuts“; lebten entlang der Nebenflüsse des Kaweah Rivers (Marble, Middle, East und South Forks) westwärts bis zum heutigen Terminous Reservoir (Lake Kaweah). In ihrem Territorium befindet sich heute der Sequoia National Park, ihre Handelspartner waren die Wukchumni Yokuts. Eines ihrer westlichsten Dörfer befand sich am linken Ufer des Kaweah Rivers unterhalb des Zusammenflusses des North Forks und Middle Forks des Kaweah Rivers nahe der Gemeinde Three Rivers (nahe dem Zusammenfluss des Middle, East und South Forks), ostwärts hatten sie Siedlungen flussaufwärts entlang des Middle und East Forks sowie Salt Creeks.

Neben dem oben genannten Bands werden manchmal noch folgende Bands gelistet:
- Posgisa, Poshgisha oder Boshgesha: südlich des San Joaquin Rivers und der Northfork Mono entlang des Big Sandy Creek bis zu den Oberläufen des Little und Big Dry Creeks; laut Berichten benachbarter Yokuts gab es zwei Siedlungen nahe Auberry. Vermutlich sind sie identisch mit der später als „Auberry Band of Western Mono“ bezeichneten Gruppe, deren Nim-Name vermutlich ?unaħpaahtyħ („Die, auf der anderen Seite bzw. südlich des San Joaquin River“) oder Unapatɨ Nɨm („über (den San Joaquin River) Volk“) lautete.

- Holkoma: hatten ihre Siedlungen entlang mehrerer Nebenflüsse – insbesondere am Big Creek, Burr Creek und Sycamore Creek oberhalb der Einmündung des Mill Creeks in den Kings River. Manchmal werden sie synonym auch als „Towincheba“ oder „Kokoheba“ bezeichnet, jedoch scheint es sich hierbei nur um Siedlungsnamen einzelner Holkoma-Dörfer zu handeln.

## Heutige Stämme / Gruppen der Mono / Monache

### Östliche Mono (Owens Valley Paiute)
Heute bilden die Nachfahren der „Östlichen Mono“ jeweils zusammen mit anderen Stämmen sechs auf Bundesebene staatlich anerkannte Stämme (sog. federally recognized tribes):
- Big Pine Paiute Tribe of the Owens Valley (auch: Big Pine Band of Owens Valley Paiute Shoshone Indians)
- Bishop Paiute Tribe (vormals: Paiute-Shoshone Indians of the Bishop Community of the Bishop Colony)
- Paiute-Shoshone Indians of the Lone Pine Community of the Lone Pine Reservation
- Bridgeport Indian Colony (BIC)
- Fort Independence Indian Community of Paiute Indians sowie
- Utu Utu Gwaitu Paiute Tribe of the Benton Paiute Reservation (auch: Benton Paiute Tribe)

### Westliche Mono (Mono / Monache)
Heute leben Nachfahren der „Westlichen Mono“ im Bundesstaat Kalifornien in fünf auf Bundesebene anerkannten Stämmen (sog. federally recognized tribes):
- Northfork Rancheria of Mono Indians of California (Reservation: „North Fork Rancheria“ im  Madera County, ca. 320.000 m², Verwaltungssitz: North Fork, Nachfahren der „Northfork Mono“ sowie einiger „Foothill Yokuts“ und „Sierra Miwok“, Population: 1800)
- Big Sandy Rancheria of Mono Indians of California (Reservation: „Big Sandy Rancheria“ im Fresno County, ca. 0,92 km², Verwaltungssitz: Auberry, Nachfahren der „Posgisa / Poshgisha Band“, Population: 96.)
- Cold Springs Rancheria of Mono Indians of California (Reservation: „Cold Springs Rancheria“ im Sycamore Valley im Fresno County, ca. 0,63 km², Verwaltungssitz: Tollhouse, Nachfahren der „Holkoma Band“, Population: ca. 265 bis 275, hiervon ca. 159 bis 193 auf der Reservation)
- Table Mountain Rancheria of California (Reservation: „Table Mountain Rancheria“ im Fresno County, ca. 250.000 m², Verwaltungssitz: Friant, Nachfahren der „Chukchansi Yokuts Band“, „Westliche Mono“ und der „Kutzadika'a / Kucadikadi Band“ der Nördlichen Paiute, Population: ca. 140 bis 160, hiervon 11 auf der Reservation) sowie
- Tule River Indian Tribe of the Tule River Reservation (Reservation: „Tule River Reservation“  im Tulare County, ca. 224,02 km², Verwaltungssitz: Porterville, Mehrheit „Yowlumne Band“ und „Wukchumni Band“ der Yokuts, „Westliche Mono“ sowie einige „Tübatulabal“, Population: 1857 hiervon 1033 auf der Reservation)

Zudem leben weitere „Westliche Mono“ in weiteren Gemeinschaften, die seitens der US-Regierung nicht als „Stämme“ anerkannt werden:
- North Fork Mono Tribe (vormals: North Fork Band of Mono, Madera, Fresno und Merced Counties, Verwaltungssitz: Clovis, Nachfahren der „Northfork Mono Band“. Seitens des Bundesstaats Kalifornien als sog. state-recognized tribe offiziell als Stamm anerkannt.)
- Dunlap Band of Mono Indians (Fresno County, Verwaltungssitz: Dunlap, Nachfahren der „Entimbich“ und „Wobonuch Bands“)
- Northern Band of Mono-Yokuts sowie
- Monachi Indian Tribe

Der ebenfalls staatlicherseits nicht anerkannte Mono Indian Tribe wird jedoch nur von Angehörigen der Kutzadika'a / Kucadikadi und Kawaiisu gebildet – hier sind keine Nachfahren der eigentlichen Mono zu finden. Heute leben jedoch die meisten Nachfahren der Kutzadika'a / Kucadikadi / Mono Lake Paiute in Stämmen der „Mono“.